# Остаф'єво (платформа)
Остаф'єво (рос. Остафьево) — зупинний пункт на Курському напрямку Московської залізниці у Рязановському поселенні Новомосковського округу Москви. Входить до складу лінії МЦД-2 Московських центральних діаметрів. Відкрито для пасажирів 23 січня 2020.

## Розташування
Зупинний пункт побудований на діючій дільниці Щербинка — Силікатна у Новій Москві. Виходи ведуть на вулиці Подільська і Південна. Поруч з наземним вестибюлем обладнане паркування. Станом на початок 2020 року, діє тільки вихід із західного боку від колій.

## Технічні особливості
Зупинний пункт має у своєму складі дві високі острівні платформи, сполучені надземним переходом (конкорсом). Платформи обладнані навісами з двома рядами колон, енергозберігаючим освітленням, лавочками та навігаційними стелами. До платформ примикають чотири колії з семи, ще три колії на схід від платформи відносяться до станції Силікатна і використовуються для вантажного руху.
Наземний вестибюль зупинного пункту виконаний у вигляді двоповерхового будинку з металоконструкцій площею 1,8 тис. м² зі скляним фасадом, що складається з декількох блоків зі спусками у місто і на платформи і сполучених критим надземним переходом. Усередині надземний перехід обладнаний турнікетами і розподільним залом, а спуски до платформ і в місто оснащені ескалаторами і ліфтами для маломобільних пасажирів.

## Рух і пасажирообіг
На зупинному пункті на першій платформі зупиняються всі приміські електропоїзди Курського напрямку, що прямують по першій і другій коліях. Приміські експреси, що прямують по третій і четвертій коліях, станом на початок 2020 року прямують платформою без зупинки. Надалі після завершення будівництва виходу вони будуть зупинятися на другій платформі. 
Передбачуваний пасажирообіг — понад 10 тисяч осіб на годину пік.

## Пересадки
- Автобус: 525